# Altona (Indiana)
Altona é uma cidade  localizada no estado americano de Indiana, no Condado de DeKalb.

## Demografia
Segundo o censo americano de 2000, a sua população era de 198 habitantes. 
Em 2006, foi estimada uma população de 195, um decréscimo de 3 (-1.5%).

## Geografia
De acordo com o United States Census Bureau tem uma área de 
0,7 km², dos quais 0,7 km² cobertos por terra e 0,0 km² cobertos por água.

## Localidades na vizinhança
O diagrama seguinte representa as localidades num raio de 16 km ao redor de Altona. 